# Ван Дисхук, Эвина
Эвина ван Дисхук (нидерл. Ewine Fleur van Dishoeck; род. 13 июня 1955, Лейден) — нидерландский астроном и химик, астрофизик, видный учёный в области молекулярной астрономии и астрохимии, сыгравшая важную роль в становлении последней, занимается химией вселенной. Президент Международного астрономического союза.
Выпускница и с 1995 года профессор Лейденского университета, с 2008 года член Института внеземной физики Общества Макса Планка, в 1992—2007 годах заведующая лабораторией астрофизики Лейденской обсерватории. Член Королевской академии наук и искусств Нидерландов (2001), иностранный член Национальной академии наук США (2001), член Леопольдины (2013), иностранный член Российской академии наук (2019) и Американского философского общества (2020).
Лауреат премии Спинозы (2000) и других отличий.

## Биография
Окончила Лейденский университет со степенями бакалавра химии cum laude (1976) и бакалавра математики (1977), магистра химии summa cum laude (1980). В 1984 году там же получила степень доктора философии за исследование в области астрономии и химии под началом H.J. Habing, впоследствии академика, и члена Лондонского королевского общества А. Далгарно.
В 1984—1987 годах младший фелло Harvard Society of Fellows и в 1984—1988 годах приглашённый член Института перспективных исследований (Принстон), а также в 1987—1988 годах приглашённый профессор Принстонского университета.
В 1988—1990 годах ассистент-профессор космохимии Калифорнийского технологического института.
С 1990 года старший лектор, с 1995 года профессор молекулярной астрофизики Лейденского университета.
Также является академическим директором Нидерландской исследовательской школы астрономии и возглавляет проект Water in star-forming regions with Herschel (WISH). С 2008 года иностранный научный член Института внеземной физики Общества Макса Планка (Германия).
В 2000 году именной исследовательский профессор в Калифорнийском университете в Беркли, в 1999 году выдающийся приглашённый в Колорадском университете, в 1998 году именной лектор в Колумбийском университете, в 1997 году именной приглашённый профессор в Техасском университете.
В 2018 году она сменила Silvia Torres-Peimbert на посту президента Международного астрономического союза (до 2021).
Иностранный член Американской академии искусств и наук (2008), почётный член Американского астрономического общества.
Супруг — Tim de Zeeuw.

## Награды и отличия
- Pastoor Schmeitsprijs[нидерл.] (1986)
- Maria Goeppert-Mayer Award[англ.] Американского физического общества (1993)
- Золотая медаль Нидерландского королевского химического общества (Royal Netherlands Chemical Society[англ.]) (1994)
- Премия Спинозы (2000)
- Marc Aaronson Memorial Lectureship[англ.] (2001)
- Медаль и лекция Bourke Королевского химического общества Великобритании (2001)
- Physica Prize Нидерландского физического общества (2005)[7]
- Petrie Prize Lecture Канадского астрономического общества (2007)
- Prijs Akademiehoogleraren[нидерл.] Королевской академии наук и искусств Нидерландов (2012)[6], на полученные средства Эвина ван Дисхук учредила при академии премию по астрономии и искусству[14]
- Gothenburg Lise Meitner Award, Gothenburg Physics Centre (2014)[15]
- Премия Альберта Эйнштейна Всемирного культурного совета (2015)
- Лектор имени Lodewijk Woltjer[англ.] Европейского астрономического общества (2015)[5]
- Медаль Джеймса Крейга Уотсона Национальной АН США (2018)[3]
- Премия Кавли одноимённого фонда (2018)
- Медаль Карла Шварцшильда (2019), высшая награда Астрономического общества Германии
- Премия Жюля Жансена (2020)
- Золотая медаль Нильса Бора (2022)[16]

В её честь названа малая планета (10971) ван Дисхук.